# Apanteles jason
Apanteles jason är en stekelart som beskrevs av Nixon 1965. Apanteles jason ingår i släktet Apanteles och familjen bracksteklar. Inga underarter finns listade i Catalogue of Life.